# Over the Limit 2012
Over the Limit 2012 was een professioneel worstel-pay-per-viewevenement dat georganiseerd werd door de WWE. Dit evenement was de 3de editie van Over the Limit en vond plaats in de PNC Arena in Raleigh (North Carolina) op 20 mei 2012.
De evenement startte met een pre-show waarbij Zack Ryder het opnam tegen Kane en was live te zien op YouTube.

## Achtergrond
In de Raw-aflevering van 30 april 2012 won Daniel Bryan de "Beat the Clock" match voor een titelmatch tegen CM Punk voor het WWE Championship. Op diezelfde avond daagde de General Manager van RAW & Smackdown John Laurinaitis John Cena uit voor een match.

## Matchen
| Nr.                                                                          | Match | Winnaar(s)                  |
| ---------------------------------------------------------------------------- | --- | --------------------------- |
| -                                                                            | Zack Ryder vs. Kane in een een-op-eenmatch                                                                                            | Kane                        |
| 1                                                                            | 20 man "People Power" Battle royal voor een Intercontinental Championship of een United States Championship match                     | Christian                   |
| 2                                                                            | R-Truh & Kofi Kingston (c) vs. Jack Swagger & Dolph Ziggler voor het Tag Team Championship                                            | R-Truth & Kofi Kingston (c) |
| 3                                                                            | Layla (c) vs. Beth Phoenix in een een-op-eenmatch voor het Divas Championship                                                         | Layla (c)                   |
| 4                                                                            | Sheamus (c) vs. Chris Jericho vs. Alberto Del Rio vs. Randy Orton in een Fatal Four-Way match voor het World Heavyweight Championship | Sheamus (c)                 |
| 5                                                                            | Brodus Clay vs. The Miz in een een-op-eenmatch                                                                                        | Brodus Clay                 |
| 6                                                                            | Christian vs. Cody Rhodes (c) in een een-op-eenmatch voor het Intercontinental Championship                                           | Christian (nc)              |
| 7                                                                            | CM Punk (c) vs. Daniel Bryan in een een-op-eenmatch voor het WWE Championship                                                         | CM Punk (c)                 |
| 8                                                                            | Camacho vs. Ryback in een een-op-eenmatch                                                                                             | Ryback                      |
| 9                                                                            | John Cena vs. John Laurinaitis in een een-op-eenmatch                                                                                 | John Laurinaitis            |
| (c) huidige kampioen voor en na de match \| (nc) nieuwe kampioen na de match | |                             |